# Multimodales Interview
Das Multimodale Interview (MMI) wurde 1992 von Heinz Schuler konzipiert als Reaktion auf die in der Interviewforschung festgestellten Defizite konventioneller Auswahlgespräche. Das MMI wird in verschiedenen Branchen, Tätigkeitsbereichen und Hierarchieebenen eingesetzt. Es dient der Auswahl von Mitarbeitern und als Grundlage der Personalentwicklung.
Das Multimodale Interview besteht aus einer unveränderlichen Abfolge von acht Gesprächskomponenten. Fünf dieser Komponenten dienen der diagnostischen Urteilsbildung, wobei die Antworten und das Verhalten des Interviewten bewertet werden. Die übrigen drei dienen vor allem dazu, dem Interaktionsprozess einen natürlichen Gesprächsverlauf zu geben und den Kandidaten zu informieren (Ablauf, Tätigkeitsanforderungen, Feedback).

## Einsatzgebiete
Das MMI zeichnet sich durch seine vielfältigen Einsatzmöglichkeiten sowohl in der Mitarbeiterauswahl als auch in der Personalentwicklung aus. Je nach Kosten-Nutzen-Abwägung ist es für die Auswahl und Förderung von Auszubildenden oder Trainees genauso geeignet wie für gewerbliche/technische Mitarbeiter, Management- oder Führungskräfte.

## Durchführung eines MMI

### Vorbereitung
Im Vorfeld der eigentlichen Interviews müssen anhand einer Anforderungsanalyse erfolgskritische Ereignisse identifiziert, relevante Dimensionen zur Beurteilung der Bewerber erstellt sowie situative Fragen gesammelt und verhaltensverankerte Einstufungsskalen konstruiert werden.

### Gesprächskomponenten des MMI
Das MMI besteht aus acht Teilen:
1. Gesprächsbeginn (informelle Unterhaltung, angenehme und offene Atmosphäre schaffen, Klärung des Ablaufs; keine Beurteilung)
2. Selbstvorstellung des Bewerbers (kleiner Vortrag zu persönlichem und beruflichem Hintergrund, aktuelle Situation, Erwartungen für die Zukunft; Beurteilung nach anforderungsbezogenen Urteilsdimensionen)
3. Freier Gesprächsteil (anknüpfende an die beiden vorhergegangenen Themenbereiche offene Fragen; summarische Bewertung)
4. Berufsorientierung & Organisationswahl (standardisierte Fragen zu Berufswahl, Berufsinteressen, Organisationswahl, Bewerbung und gegebenenfalls Fachwissen; Beurteilung nach verhaltensverankerten Einstufungsskalen)
5. Biographiebezogene Daten (abgeleitete aus der Anforderungsanalyse oder aus validierte biographischen Fragebögen, immer bezogen auf die zu besetzende Stelle; Beurteilung nach verhaltensverankerten Einstufungsskalen)
6. Realistische Tätigkeitsinformationen (ausgewogene, bedarfsgerechte Informationen für den Bewerber über die Tätigkeit, den Arbeitsplatz und das Unternehmen; keine Bewertung)
7. Situative Fragen (Beurteilung nach verhaltensverankerten Einstufungsskalen)
8. Gesprächsabschluss (Fragen des Bewerbers, weiteres Vorgehen, gegebenenfalls Treffen von Vereinbarungen)

### Auswertung
Damit der Interviewer sich während des Gesprächs kein verfrühtes Globalurteil bildet, wird bei den meisten Gesprächsteilen jede Antwort im Anschluss an das Gespräch bewertet. Die Auswertung der Antworten ergibt hinterher sowohl Werte bezogen auf die einzelnen Anforderungsdimensionen als auch einen globalen Gesamtwert.
Der Gesamtwert kann mit Werten verschiedener Bezugsgruppen verglichen und so leichter eingeordnet werden (Normierung), er ist in der Regel die Grundlage einer Auswahlentscheidung. Die dimensionsbezogenen Werte dienen im Gegensatz dazu meistens als Grundlage von Personalentwicklungsmaßnahmen.

## Bewertung des MMI

### Verfahrensgüte
Der strukturierte Aufbau und die standardisierten Fragen mit Bewertungshinweisen zu den Bewerberantworten gewährleisten hohe Objektivität und ermöglichen so gute Reliabilitätswerte. Dank relativ kurzer Dauer (~45 Minuten; für Personalentwicklungszwecke ca. 60–90 Minuten) entspricht das MMI den Ökonomie- und Effizienzanforderungen der betrieblichen Praxis.
Der multimodale Ansatz (Kombination konstrukt-, simulationsorientierte und biographischer Verfahren sowie verschiedener Grade der Strukturierung) und die segmentierten Bewertungsschritte ermöglichen darüber hinaus eine differenzierte und umfassende Beurteilung von Bewerbern. Schuler nennt sein Instrument „einen Mikrokosmos multimethodaler Eignungsdiagnostik“ (Schuler, 2001, S. 204). Basiert das MMI auf einer sorgfältigen Vorarbeit (Anforderungsanalyse) kann es auch hohen Anforderungen an die Inhaltsvalidität genügen.

### Statistische Aussagen zur Validität des MMI
Durch die Multimodalität sowie die anforderungsanalytische Fundierung und die klare Struktur erreicht das Multimodale Interview eine außergewöhnlich hohe prognostische Validität.

### Akzeptanz
Trotz der umfassenden Strukturierung und vieler standardisierter Elemente wird das MMI von Bewerbern positiver aufgenommen als andere strukturierte Verfahren. Durch den natürlichen Ablauf und die Möglichkeit, selbst steuernd auf das Gespräch einzuwirken (Situationskontrolle) erleben sie das MMI als angenehme Gesprächsform mit informativem Charakter und als Hilfestellung zur persönlichen Entscheidungsfindung.
Auch das explizite Bemühen um Fairness zwischen Interviewer und Bewerber sollte betont werden:
„In der Gesprächskomponente 'realistische Tätigkeitsinformation' wird der Einsicht Rechnung getragen, daß eine Darstellung von Tätigkeit und Organisation, die auch negative Seiten nicht verschweigt, der Selbstselektion dienlich ist und späteren Enttäuschungen sowie unerwünschter Fluktuation vorbeugt (Wanous, 1992); überdies ist sie ein Gebot der Fairneß gegenüber Bewerbern, von denen ihrerseits veridikale Information erwartet wird.“ (Schuler, 2001, S. 204f)

## Markenrecht
Das Multimodale Interview MMI ist international urheberrechtlich geschützt und eine eingetragene Wort-/Bildmarke der S & F Personalpsychologie Managementberatung GmbH aus Stuttgart.